# Bardsley
Bardsley är en ort i distriktet Oldham, i grevskapet Greater Manchester, i England. Baguley var en civil parish från 1894 till 1954 då den blev en del av Oldham, Ashton under Lyne och Failsworth. Denna civil parish hade 1 499 invånare år 1951.